# 帆鱗鮃
帆鱗鮃為輻鰭魚綱鰈形目鰈亞目菱鮃科的其中一種，為深海魚類，分布於東北大西洋區，從冰島至西薩哈拉西部海域，棲息深度100-700公尺，本魚背鰭起點更靠近吻尖超過對眼的前緣，背鰭與臀鰭在尾梗的沒有相連，側線形成一個在胸鰭上面的明顯彎曲，背鰭與臀鰭在後部地有模糊且較黑的斑點，背鰭軟條85-94枚，臀鰭軟條64-74枚，體長可達60公分，棲息在泥底質海域，以小魚、甲殼類、烏賊為食，生活習性不明，為高經濟食用魚。